# مارك شيلينغ
مارك شيلينغ (بالإنجليزية: Mark Schilling)‏ هو صحفي وناقد سينمائي أمريكي، ولد في 1949 في زانيسفيل في الولايات المتحدة.

## وصلات خارجية
- مارك شيلينغ على موقع روتن توميتوز (الإنجليزية)